# Line Rider
Line Rider (ook wel Line Rider Mobile) is een Flash-computerspel. Het was oorspronkelijk gemaakt voor examendoeleinden door Boštjan Čadež, een student in Slovenië. Het werd een internetfenomeen in oktober 2006.
De basis is: men tekent een of meerdere lijnen met de muis waar dan een klein poppetje op een slee op kan rijden. Maar hij kan wel snel van z'n sleetje afvallen. De maker heeft gezegd dat hij het spel meer een speeltje dan een spel vindt, omdat er namelijk geen duidelijk doel is.
Ook al is het spel zo simpel, toch zijn er erg veel ingewikkelde banen gemaakt waar loopings en andere stunts bij zitten. Veel mensen hebben er een filmpje van gemaakt en op YouTube, Google Video, Yahoo! Video en Eefoof gezet.

## Imitaties
Er zijn al een aantal copycats of gehackte versies van het originele spel gemaakt, zoals Line Flyer, een versie waar het geen mannetje op een slee is maar op een motor. Volgens sommigen zijn deze versies illegaal. Čadež heeft in ieder geval gezegd dat hij in de nieuwe versie van Line Rider er een hack-beveiliging op zal zetten. Dit voorkomt dan mensen het spel namaken.

## Versies
De originele bètaversie werd op 23 september 2006 op internet gezet. Line Rider bèta heeft weinig gereedschappen om de baan mee te tekenen: een pen om lijnen te tekenen en een prullenbakicoon om je huidige baan te verwijderen. De bètaversie heeft ook de mogelijkheid om banen op te slaan en later te laden.

## Trivia
- Het spel is opgenomen in het boek 1001 Video Games You Must Play Before You Die van Tony Mott.